# Kanton Gérardmer
Kanton Gérardmer (fr. Canton de Gérardmer) je francouzský kanton v departementu Vosges v regionu Grand Est. Skládá se ze 17 obcí.

## Obce kantonu
od roku 2015:
- Anould
- Arrentès-de-Corcieux
- Aumontzey
- Ban-sur-Meurthe-Clefcy
- Barbey-Seroux
- La Chapelle-devant-Bruyères
- Corcieux
- Fraize
- Gérardmer
- Gerbépal
- Granges-sur-Vologne
- La Houssière
- Liézey
- Plainfaing
- Le Valtin
- Vienville
- Xonrupt-Longemer

před rokem 2015:
- Gérardmer
- Liézey
- Xonrupt-Longemer